# Labradorite
La labradorite est un minéral de la famille des feldspaths plagioclases (groupe des silicates, sous-groupe des tectosilicates). Il s'agit d'une variété d'anorthite reconnue par l'IMA, caractérisée par un rapport Ab/An compris entre 30/70 et 50/50. La formule chimique est (Na,Ca)(Al,Si)4O8, avec des traces de Fe, K et H2O.
La particularité de certaines pièces est de posséder un jeu de couleurs à l'éclat métallique. Le bleu et le vert sont les couleurs le plus souvent présentes, mais certaines pierres de qualité peuvent être habitées par toutes les couleurs du spectre. Le phénomène est le résultat d'interférences dans des lamelles jumelées (effet Schiller d'adularescence, connu pour d'autres membres de la famille tels que l'oligoclase). Le terme de labradorescence, parfois employé, est incorrect.

## Inventeur et étymologie
Décrite par Adolarius Forster (en) en 1780, la labradorite, parfois surnommée « labrador » doit son nom à la région de sa localité-type : le Labrador, au Canada.

## Topotype
Île de Paul (en), Labrador, Terre-Neuve-et-Labrador, Canada

## Cristallographie
- Paramètres de la maille conventionnelle : a = 8.155, b = 12.84, c = 10.16, Z = 6 ; alpha = 93.5°, beta = 116.25°, gamma = 89.133° ; V = 952.25
- Densité calculée = 2,84

## Synonymie
Il existe pour ce minéral de nombreux synonymes
- carnatite
- hafnefjordite
- mauilite
- radauite
- silicite
- spectrolite (Aarne Laitakari)

## Gîtologie
Dans les roches métamorphiques et les roches magmatiques précambriennes.

## Gisements remarquables
- Canada

Terre-Neuve, Terre-Neuve-et-Labrador. Plus de 100 occurrences dans cette région qui est celle du topotype.
- États-Unis

Lambtongue Mine (Baby Mine), Winona District, Comté de Josephine, Oregon.
- France

Suc de Monac, Saint-Pierre-Eynac, canton de Saint-Julien-Chapteuil, Haute-Loire.
Col de l'Escrinet, Plateau du Coiron, dép. de l'Ardèche, Rhône-Alpes.
La Fourque, Salau, Couflens, dép. de l'Ariège, Midi-Pyrénées.
- Madagascar

Variétés : verte, bleu, blanc, rose
Ampanihy
- Russie

Khavokiperskiye, bassin de la Toungouska inférieure, kraï de Krasnoïarsk, région orientale de la Sibérie.
- Ukraine

Holovyne, dont les produits ont notamment été employés pour le mausolée de Lénine et le métro de Moscou.

## Utilisation
Le labrador est utilisé en cabochon pour la joaillerie, certaines pierres, de qualité gemme, peuvent être facettées. Exceptionnellement, quelques gisements nord-américains ont donné des pierres gemmes de couleur jaune pâle.
La labradorite est aussi utilisée comme minéral de purification dans l'élaboration de vodkas de grand luxe, notamment polonaises[réf. nécessaire].
Les carreaux de sol en labradorite sont utilisés dans l'édifice de l'Assemblée du Nunatsiavut à Hopedale, Labrador.

## Galerie

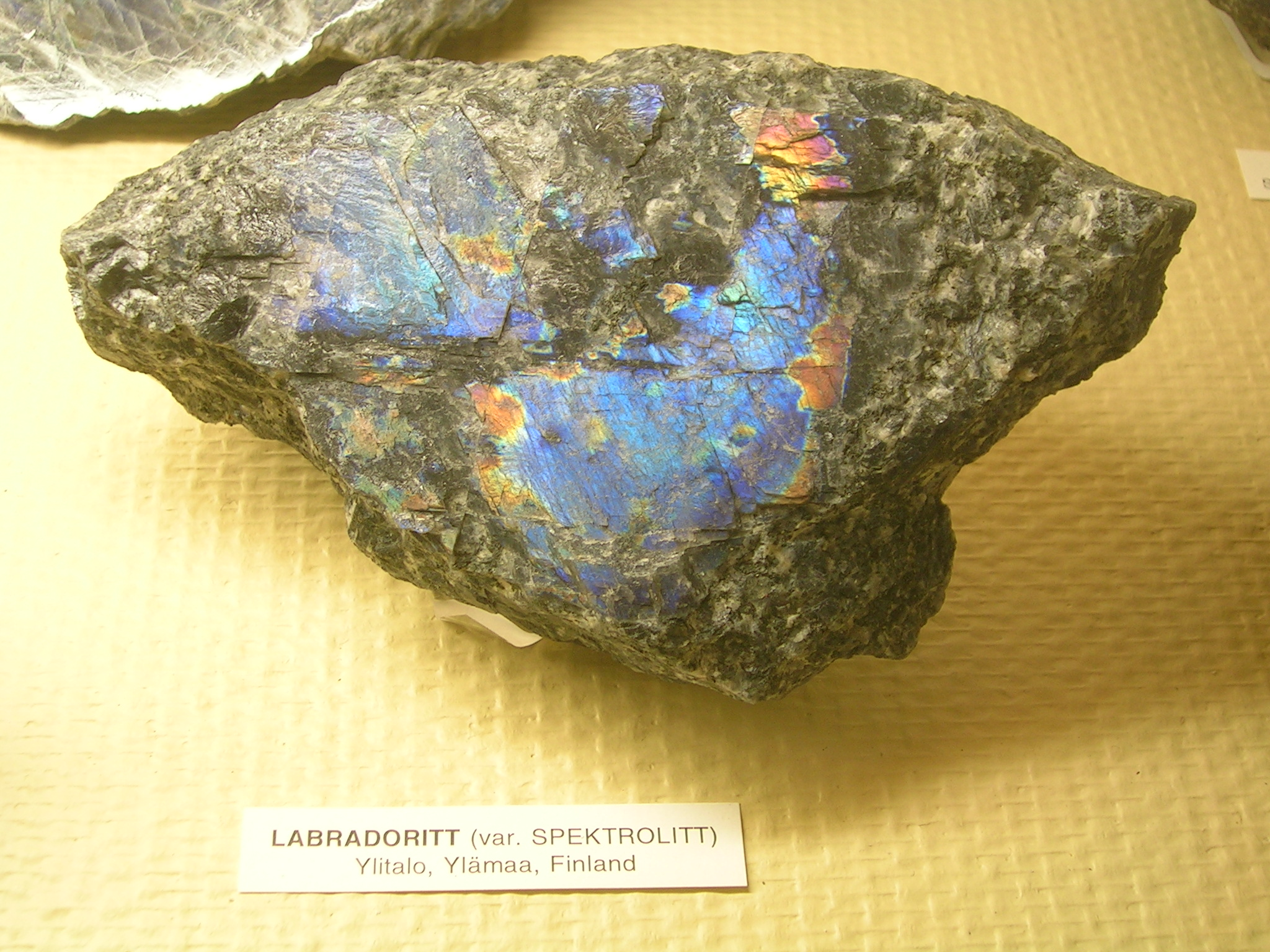
Labrador, Ylämaa, Finlande
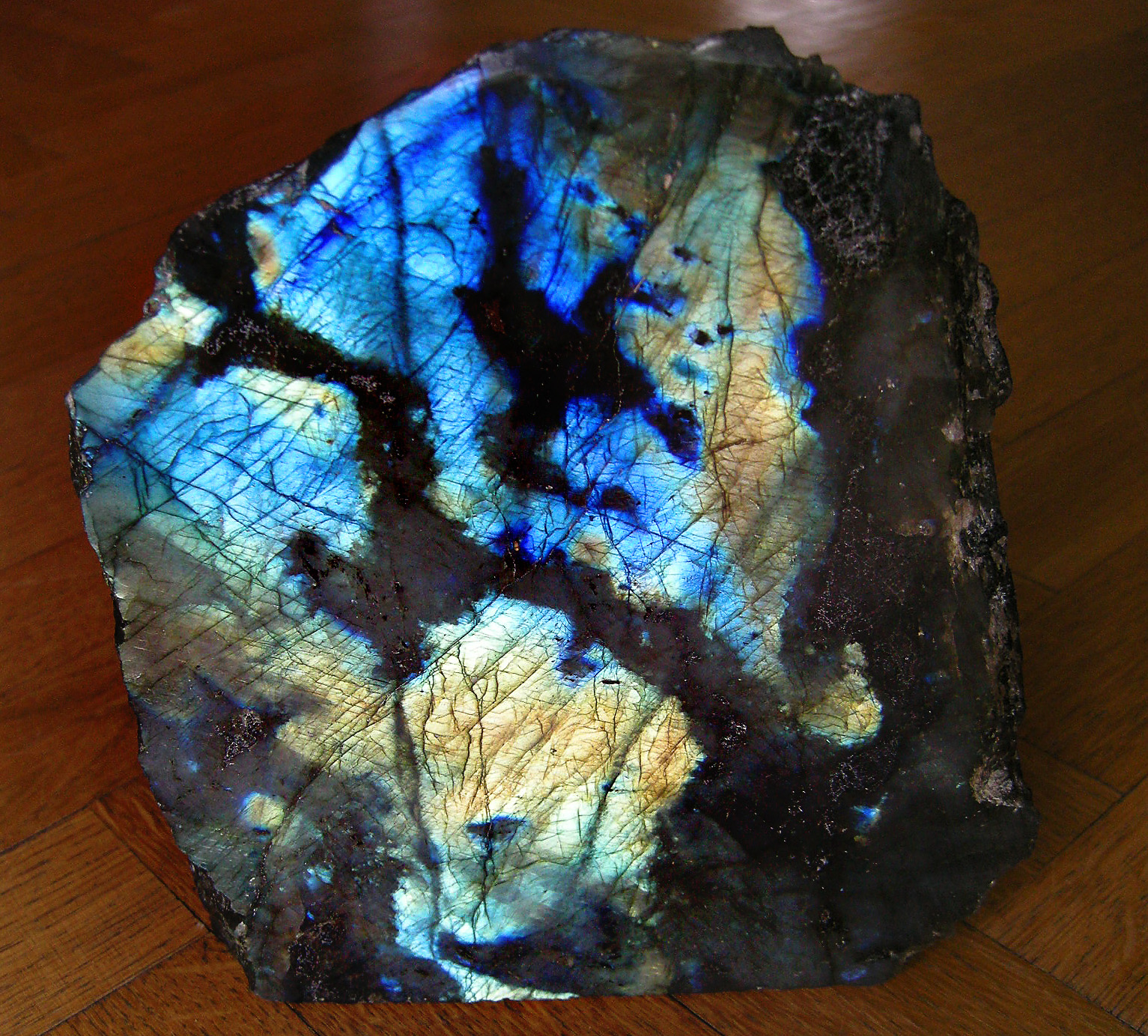
Labrador poli - 18 x 20 cm - Madagascar
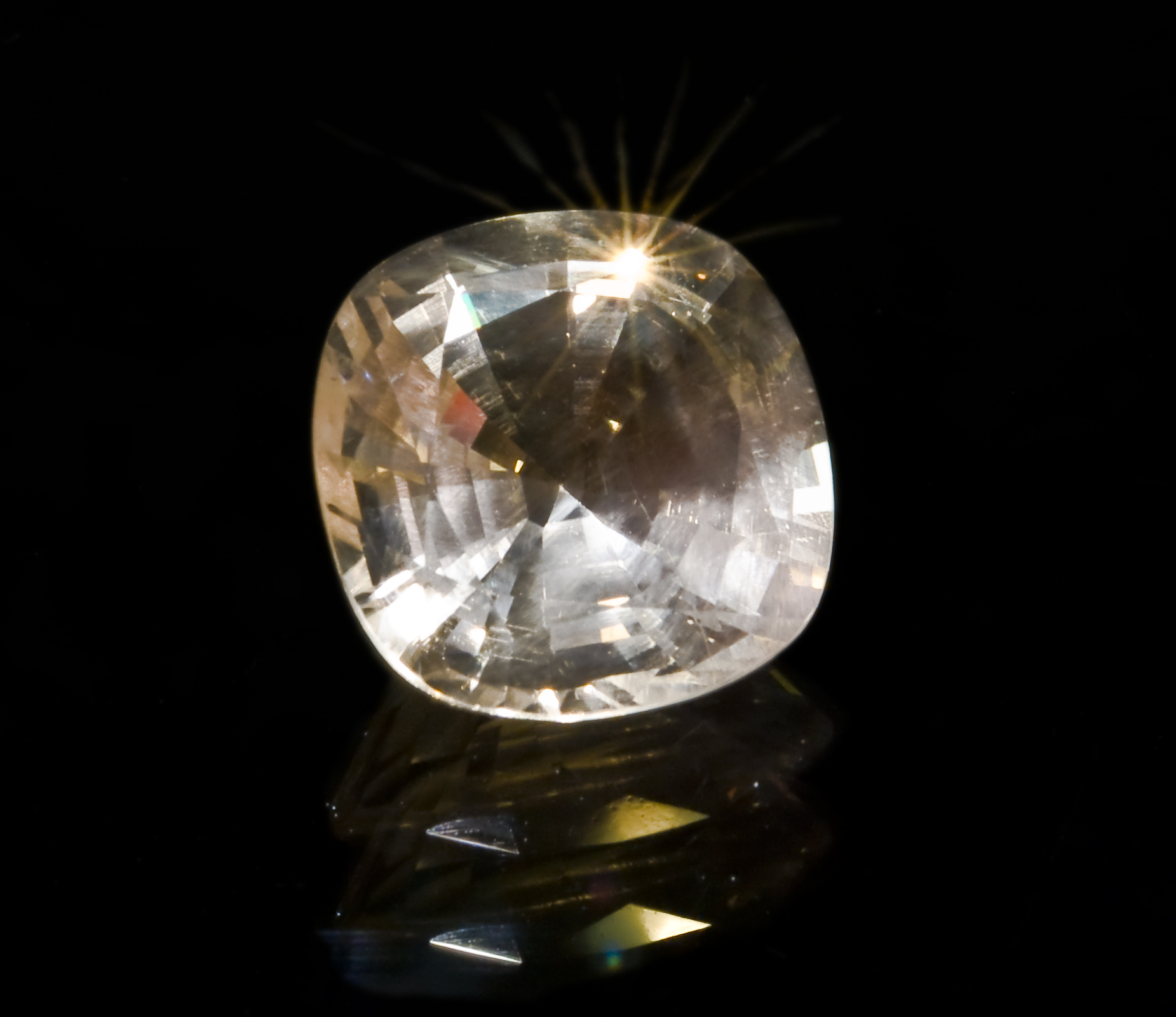
Labrador taillé - 19 Cts 12 - États-Unis
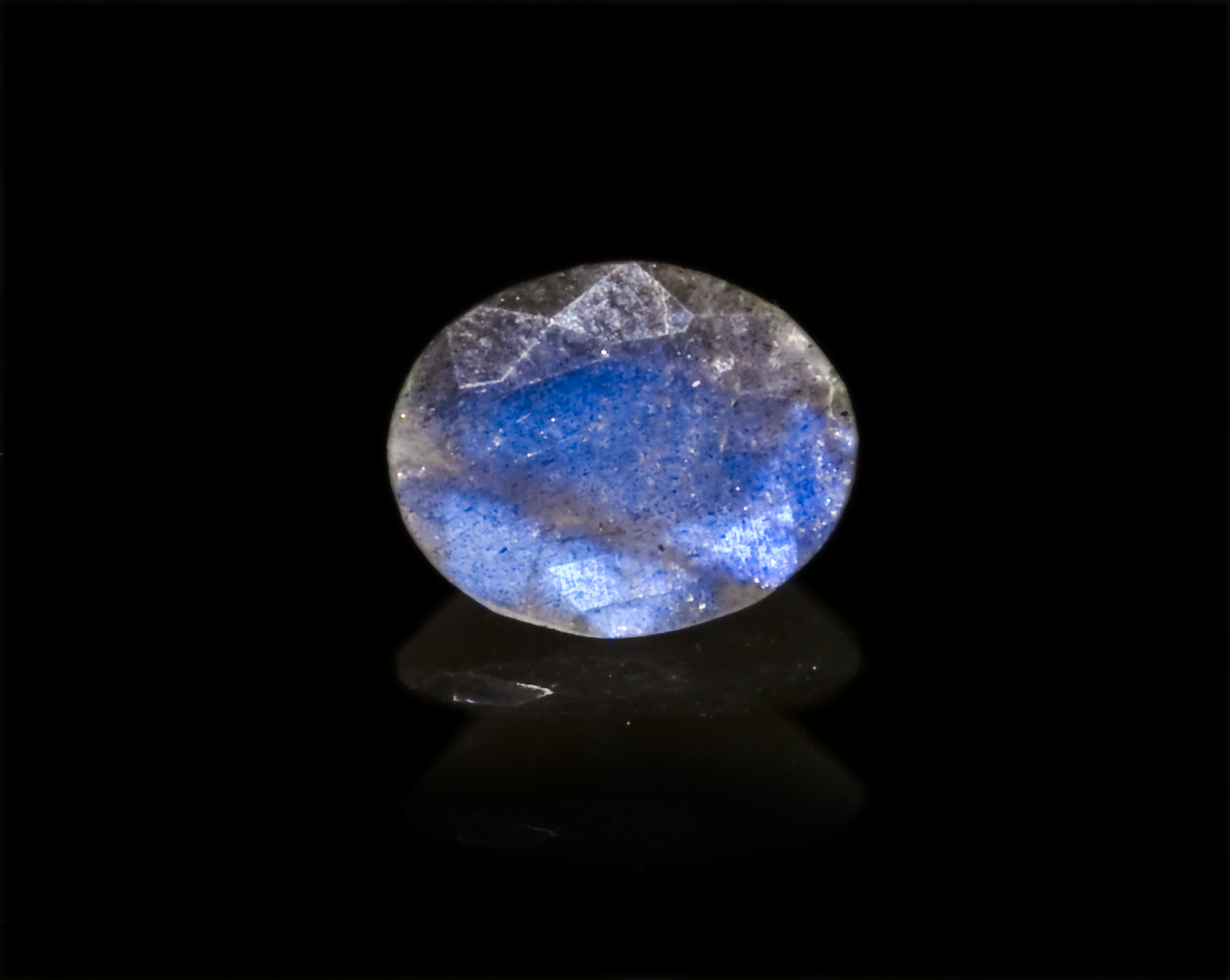
Labrador taillé - Brésil - 14 x 10 mm